# Studentikos
Studentikos avser något som är utmärkande för studenters livsstil. Man kan säga att det studentikosa utgör en subkultur. De studentikosa traditionerna upprätthålls ofta genom studentlivet i studentkårer, studentnationer och andra studentföreningar.
Det som är studentikost är i allmänhet uppsluppet, lättsamt och brukar inte ta sig självt på alltför stort allvar. Annars varierar det mycket i sin karaktär och kan vara både konservativt och radikalt, högtidligt och avslappnat, nyktert och berusat, elitistiskt och jämlikt. Studentikos humor förekommer bland annat i spex och i tidningen Blandaren och kännetecknas av en viss lågmäldhet jämfört med många andra humorformer, underfundighet, ordvitsar och flitigt användande av referenser till vetenskap och samhällsdebatt.[källa behövs]
Under en kort period ca 1968[förklaring behövs] till 1975 försvann en del av den studentikosa kulturen från några svenska högskolor och ersattes med alternativa aktiviteter, men återkom ca 1975, och spred sig under 1980- och 1990-talet även till nybildade högskolor.[källa behövs]

## Exempel på studentikosa företeelser

### Spex
Spex är en studentikos form av musikteater som varierar från nästan professionell nivå till alldaglighet och pekoral.

### Studentikos klädsel
Under akademiska högtider som diplomeringar bär studenter ofta akademisk högtidsdräkt. Till fracken bärs ofta frackband och olika studentikosa utmärkelser såsom ordenstecken och medaljer.
Studenter (särskilt teknologer) bär ibland studentoverall – i vissa fall b-frack – på fester, under akademiska festivaler och under mottagning av nyantagna. Dessa plagg bärs med studentikos självironi.
Studentmössor finns vid många högskolor, men deras utseende och användning varierar kraftigt. Efter studentexamens avskaffande i Sverige har användningen av studentmössan som vardaglig huvudbonad vid universitet och högskolor i stort sett försvunnit, men det beror kanske främst på att det förr vanliga bruket i alla samhällsgrupper att alltid bära huvudbonad utomhus sedan 1970-talet i stort sett har försvunnit.

### Studentföreningar
Mycket av studentlivet organiseras genom olika studentföreningar, fakultetsföreningar, studentnationer och studentkårer. Det tidigare kårobligatoriet gjorde kårerna och de under dessa sorterande föreningarna till naturliga träffpunkter för alla studenter på ett lärosäte.
Särskilda sällskapsordnar som är bildade av och för studenter brukar kallas studentordnar. Även kvasiföreningar finns vid vissa lärosäten.

### Studentikos musik
Studentikos allsång bedrivs ibland på sittningar, och utgörs till en stor del av dryckesvisor. Den förekommer också vid akademiska ceremonier som mösspåtagningen vid Valborgsmässoafton. Kvaliteten på denna allsång är mycket varierande; den kan omfatta två, fyra eller 134 olika stämmor.
Studentkörer är ganska lika konventionella körer - och utgör oftast den svenska köreliten. Här finns bland annat Allmänna Sången, Linköpings Studentsångare, Lunds Studentsångförening,  Orphei Drängar och Stockholms Studentsångare.
Studentorkestrar förenar studentikos musik, klädsel, spexliknande lättsam underhållning och ofta även dryckenskap. Alla orkestrar med studenter är inte studentorkestrar - dessa har nämligen ett antal konstnärliga och sociala kännetecken.

### Studentikos stavning
Som en del av den studentikosa traditionen finns idén att stava ord på kvasivetenskapligt, latininspirerat eller annars underligt sätt, något som brukar kallas studentikos stavning.